# Елџин (Минесота)
Елџин (енгл. Elgin) град је у америчкој савезној држави Минесота.

## Демографија
По попису из 2010. године број становника је 1.089, што је 263 (31,8%) становника више него 2000. године.
| Група             | 2000.       | 2010.         |
| Белци             | 814 (98,5%) | 1.046 (96,1%) |
| Афроамериканци    | 1 (0,1%)    | 5 (0,5%)      |
| Азијати           | 1 (0,1%)    | 5 (0,5%)      |
| Хиспаноамериканци | 8 (1,0%)    | 22 (2,0%)     |
| Укупно            | 826         | 1.089         |